# Peter Ahrendt
Peter Ahrendt (ur. 2 lutego 1934 w Rostocku, zm. w lutym 2013) – niemiecki żeglarz sportowy. Srebrny medalista olimpijski z Tokio.
Zawody w 1964 były jego jedynymi igrzyskami. Startował we wspólnej reprezentacji Niemiec, był jednak reprezentantem NRD i zajął drugie miejsce w klasie Dragon. Partnerowali mu Ulrich Mense i Wilfried Lorenz.